# Carlos A. Cifuentes
Carlos A. Cifuentes (Santiago de Chile, 27 de junio de 1913 - ib., 20 de octubre de 1983) fue un líder religioso chileno, presidente del comité del primer Templo Mormón en Chile, y representante regional del Cuórum de los Doce Apóstoles de La Iglesia de Jesucristo de los Santos de los Últimos Días (SUD). Fue asignado a los países sudamericanos de Chile, Bolivia y Perú, entre 1976 y 1983. Se le considera como uno de los líderes Mormones más destacado e influyente de los días pioneros de este movimiento en Chile, ocupando desde su bautismo en 1958, diversos llamamientos de liderazgo hasta su muerte. Algunas de sus obras más destacadas, fue su relevante colaboración en el establecimiento y desarrollo de la Iglesia en Chile, como también, involucrarse activamente en la construcción y dedicación del primer templo chileno anunciado el 2 de abril de 1980 por Spencer W. Kimball, el 12.º presidente de la iglesia. El segundo Templo construido en Chile, está ubicado en comuna de Concepción, Chile, y su construcción fue anunciada el 3 de octubre de 2009, por Thomas S. Monson, el 16.º presidente de la iglesia.

## Biografía

### Primeros años
Carlos Antonio Cifuentes Pérez nació en Santiago de Chile el 27 de junio de 1913. Fue el cuarto de los cinco hijos nacidos del matrimonio compuesto por Eloy Agustín Cifuentes Díaz de Valdés y de Irene Micaela Pérez Arangua. Sus estudios los realizó en Santiago, en el Colegio San Ignacio. Carlos A. Cifuentes procedía de una familia religiosa, su madre era protestante y una de sus hermanas fue religiosa en la orden Inmaculada Concepción.
Sus padres, Eloy Cifuentes (Parral, Chile 1863 – Santiago, Chile 1918) e Irene Pérez (Santiago, Chile 1883 – Santiago, Chile 1963) contraen matrimonio en Santiago, el 11 de agosto de 1909. Ese mismo año, los Cifuentes deciden establecerse en el sector sur de Santiago; en avenida Carlos Silva Vildósola N°1056/1058, cerca de Calle San Diego, continuación hacia el sur de la Alameda de la Cañadilla o Avenida Independencia, por ese entonces, barrio Matadero-Franklin. Ya instalados allí, Eloy Cifuentes comienza a trabajar en el desaparecido Matadero Público de Santiago, de Calle Franklin, donde se cree habría aprendido el oficio de matarife. Desafortunadamente, el 19 de mayo de 1918 —año coincidente con el término de la Primera Guerra Mundial—, a la edad de 55 años, Eloy Cifuentes fallece tras enfermar gravemente por causas de una infección (Fístula Maligna), quedando Carlos A. Cifuentes y sus hermanos, a cargo de su joven madre Irene.
El 9 de marzo de 1920, Cifuentes ingresa al Colegio San Ignacio, ubicado en calle Alonso de Ovalle. Allí, habría estudiado también Alberto Hurtado Cruchaga, quien fuese un sacerdote Jesuita Chileno, y posteriormente fundador del «Hogar de Cristo». Cifuentes se integra a este colegio gracias al sacerdote Jesuita, Ernesto Arangua Solar, pariente cercano de su madre Irene, y a un cristianismo renovado en Chile, más abierto a los cambios socioeconómicos y al ascenso de una clase media culta y emprendedora, posibilitó el ingreso, tímido al principio, de jóvenes que se unieron a los descendientes de una aristocracia terrateniente. Allí, se cree que Cifuentes habría logrado estudiar hasta el año 1930.
Debido a la crisis por la que atravesaba chile en 1929, y tras la muerte de su padre, la situación económica de la familia de Cifuentes se vuelve cada vez más difícil, debiendo sus hermanos mayores asumir determinadas responsabilidades en el hogar. María Inés (n. 1906-1954) y Osvaldo Raúl (n. 1909-1969), dos de sus hermanos, comienzan a trabajar a muy temprana edad, postergando incluso, María Inés, la posibilidad de casarse o de tener hijos, dificultad que ella no resolvería hasta el día de su fallecimiento en 1954.
Pese a las dificultades por las que atravesaba la familia, su madre se convierte al Protestantismo, e intenta criar a sus hijos bajo esta nueva fe. Sin embargo, la diversidad religiosa se hizo cada vez más fuerte entre la familia de Cifuentes. Más tarde, su hermana menor ingresaría a la orden de la Inmaculada Concepción. En esta Orden religiosa católica, la hermana de Cifuentes habría permanecido hasta 1999, cuando fallece a la edad de 83 años.
En abril de 1931, Cifuentes se enrola en el Ejército de Chile, y es enviado al Regimiento de Infantería n.º 1 de la comuna de Buin. Allí, y por su propia iniciativa, se cree Cifuentes habría aprendido mecánica de maquinaria pesada en los talleres de mantenimiento del Regimiento, labor que él realizaría hasta 1933. El 22 de julio de 1963 a la edad de 80 años, fallecería en Santiago su madre Irene.

## Matrimonios
El 21 de marzo de 1951 —a la edad de 38 años—, Cifuentes contrae matrimonio con Haydee de las Mercedes Guzmán Valenzuela (18 años). Ellos tuvieron cinco hijos: Carlos, Pedro, Martín, Marcos y Daniel Cifuentes. Cifuentes y Haydee Guzmán, fueron sellados, como matrimonio, en el Templo de Salt Lake City - Utah, EE. UU., en la última Conferencia General de la Iglesia en octubre de 1972. El 6 de noviembre de 1979, y afectada por una grave enfermedad, fallece en la ciudad de Santiago su mujer Haydee, a la edad de 46 años. Dos años más tarde, en 1981, Cifuentes contraería segundas nupcias con Elsa Luz Colarte Muñoz (25 de enero de 1932 - 12 de octubre de 2020).

## La Iglesia de Jesucristo de los Santos de los Últimos Días (Chile, 1958)

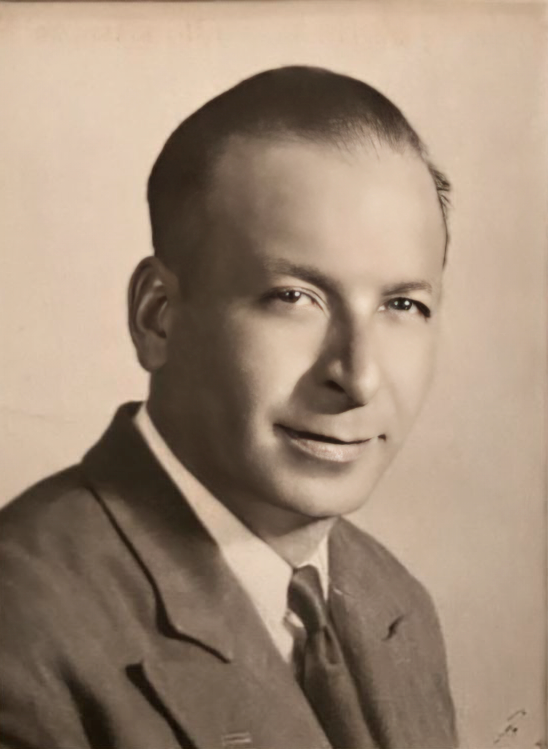
Carlos A. Cifuentes c. 1936

Chile fue el escenario de los primeros hechos importantes en la historia de la Iglesia de Jesucristo de los Santos de los Últimos Días en América del Sur, y Cifuentes, fue uno de esos conversos prominentes que destacó en la jerarquía eclesiástica de los días pioneros de la Iglesia en Chile, ocupando desde su bautismo en 1958 diversos llamamientos de liderismo hasta su muerte.
Pese a que sus padres lo habían bautizado en 1914 bajo el catolicismo, Cifuentes se acerca al Movimiento de los Santos de los Últimos Días tras leer el Libro de Mormón y a entrevistas que sostuvo con misioneros de la Iglesia en la década de 1950. No sería hasta el 9 de octubre de 1958, que Cifuentes decide finalmente bautizarse en la Iglesia, tras recibir varias visitas durante los meses anteriores de los élderes Verle Allred y Joseph Bentley, quienes estaban en Chile como misioneros desde 1957. En sus primeros años como pionero mormón Chileno, Cifuentes dijo haber encontrado tranquilidad espiritual, y por primera vez, en las conversaciones con estos misioneros, y al respecto él dijo: —«Ingresé a la Iglesia, primeramente porque tenía curiosidad»—. Tiempo después, Cifuentes viajaría por Chile en su primera misión de proselitismo.
Luego del bautismo de él, de su mujer y sus hijos Cifuentes dejó de fumar y también dejó el alcohol, el té y el café, es decir, lo que los misioneros le habían enseñado como doctrinas básicas de su fe. Rápidamente, Cifuentes comenzó a asumir diversas responsabilidades en la Iglesia.

## Llamamientos y obras más destacadas
El fallecido historiador chileno Rodolfo Acevedo realizó una descripción de Cifuentes en su libro "Los Mormones en Chile" de 1991, (Biblioteca Nacional). Según dice el historiador en su libro; «Cifuentes habría sido un líder mormón que trabajó activamente para la Iglesia en Chile, un hombre muy dedicado, respetable y carismático, de un fuerte sentido altruista, capaz de pedir perdón cuando se equivocaba». Además, el historiador explica en su libro la importancia que tuvo Cifuentes en el establecimiento y desarrollo de la Iglesia en Chile, desde 1963 hasta 1983, y agrega que; «cuando su primera esposa falleció en 1979, Cifuentes dedicó su tiempo junto a otros mormones para establecer definitivamente la Iglesia en Chile».
Como el primer líder Mormón Chileno, Cifuentes estuvo muy comprometido con su fe, y fue por ello, que el 12 de septiembre de 1963, es nombrado presidente de distrito, y el 1 de marzo de 1965 es llamado a servir como consejero de la presidencia de la misión chilena, fundada dos años antes con 1100 miembros.
Cuando se organizó la primera Estaca (diócesis) —congregación formada por varios distritos— en Chile, el 19 de noviembre de 1972, con más de 20 000 miembros,
se convirtió en su presidente. Además, en julio de 1976, Cifuentes fue ordenado en la Iglesia en el oficio de representante regional del Cuórum de los Doce Apóstoles asignado a los países de Chile, Bolivia y Perú.
 Entre 1979 y 1983, es llamado a servir como presidente del comité del Templo de Santiago de Chile —previo a su construcción—,
y también sirvió como patriarca o sumo sacerdote de la estaca. Durante sus años de servicio, Cifuentes destacó el papel de la obra misional en Chile, y al respecto él dijo: —«Casi cada semana oímos decir a los miembros locales que desean salir como misioneros; pero no sólo jóvenes, sino adultos también»—.
En la posición de representante regional, Cifuentes insistió sobre la importancia que tenía la integración de los países americanos por la intermediación de la Iglesia, y dedicó su tiempo a este fin. Algo que se debe mencionar, es que Cifuentes no fue autoridad de área, pero sin embargo, realizaría numerosos viajes por América Latina y algunas ciudades estadounidenses, y participaría activamente en las Conferencias Generales de Área.

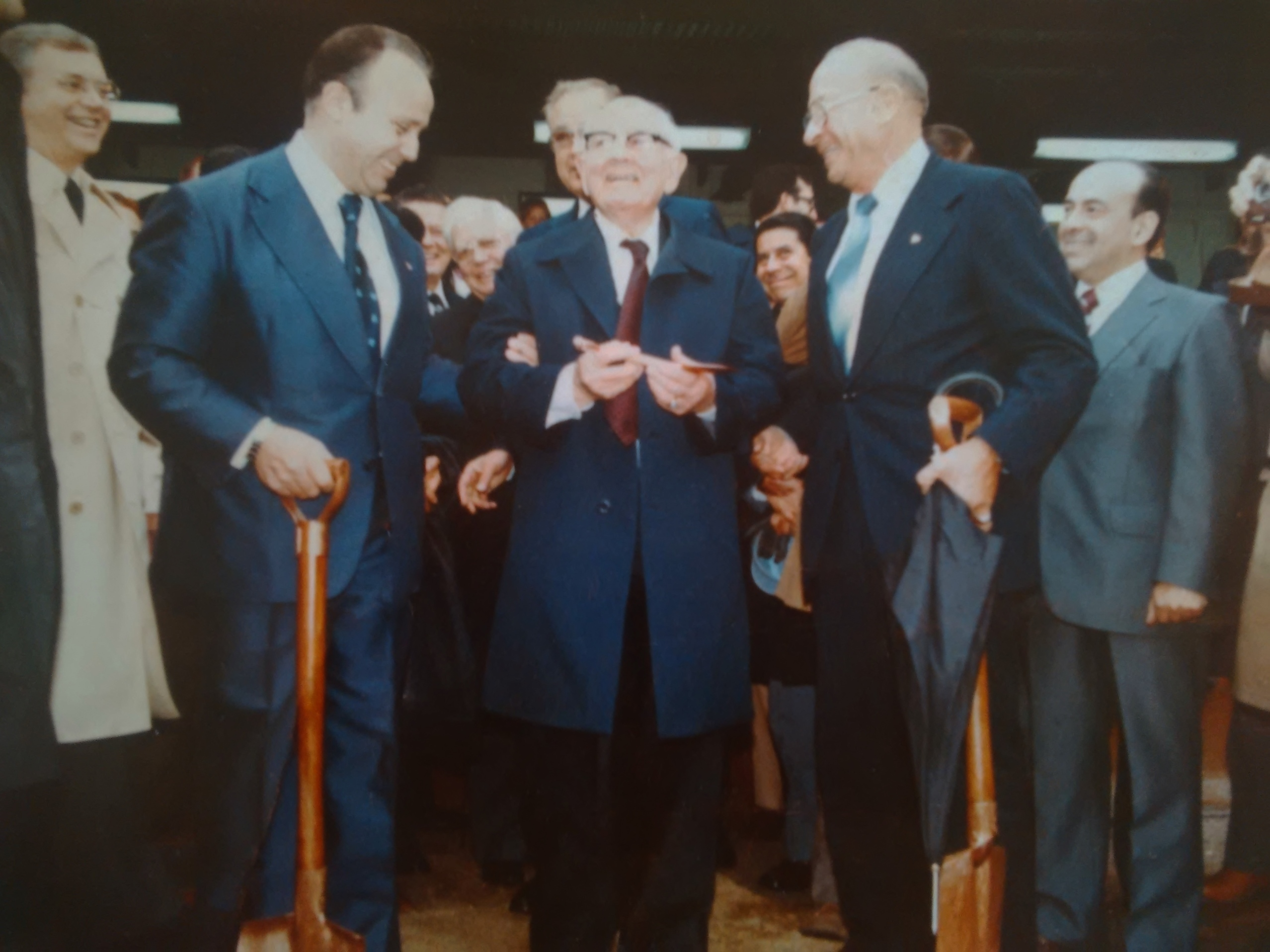
Primera palada del Templo de Santiago. Al centro, Spencer W. Kimball. A la derecha, con un paraguas en la mano, Carlos A. Cifuentes (30 de mayo de 1981).

## El Templo de Santiago (Chile)
Cifuentes fue miembro de la Iglesia por más de 25 años, desde 1958 hasta 1983, y habría vislumbrado por más de dos décadas la posibilidad de un templo mormón en Chile; pero, no sería hasta el 2 de abril de 1980, que se anunciaría la construcción definitiva de este Templo. Este anuncio, representó un verdadero desafío para los líderes locales chilenos, de hecho, Cifuentes llamaría a este desafío «Los Ladrillos del Templo». Tal anuncio, —realizado por el entonces presidente Kimball—, movilizó a los líderes locales del sacerdocio para formar un comité para este Templo, comité, que sería encabezado por Cifuentes.
En la posición de presidente del Comité, Cifuentes se involucró activamente en la localización de terrenos para este templo en Chile y su edificación. Finalmente, se escogió el terreno en la comuna de Providencia, entre las avenidas Pedro de Valdivia con Pocuro,

y presidió la ceremonia de la primera palada de la construcción el 30 de mayo de 1981, junto con Spencer W. Kimball, el 12.º presidente de la iglesia.
Dos años después, entre el 15 al 17 de septiembre de 1983 y con su salud visiblemente afectada, Cifuentes acompañaría por última vez al presidente Gordon B. Hinckley en todas las sesiones de dedicación del templo chileno y sus actividades eclesiásticas. En esos días, y pese a su delicado estado de salud. Cifuentes acompaña a los fieles que viajaron desde apartados puntos del país. Se dice que tal acto de fe, habría causado conmoción entre los asistentes. Previo a ello, desde el 24 de agosto al 8 de septiembre de ese mismo año, Cifuentes junto a los miembros del comité, organizaron un recorrido público en las instalaciones del templo, al que asistieron más de 24.000 visitantes. Este templo fue el primero en ser dedicado en un territorio de habla española y el segundo en América del Sur. Muchos miembros mormones fieles chilenos se trasladaron desde ciudades lejanas para ver su construcción y dedicación.

## Vida final y servicios fúnebres

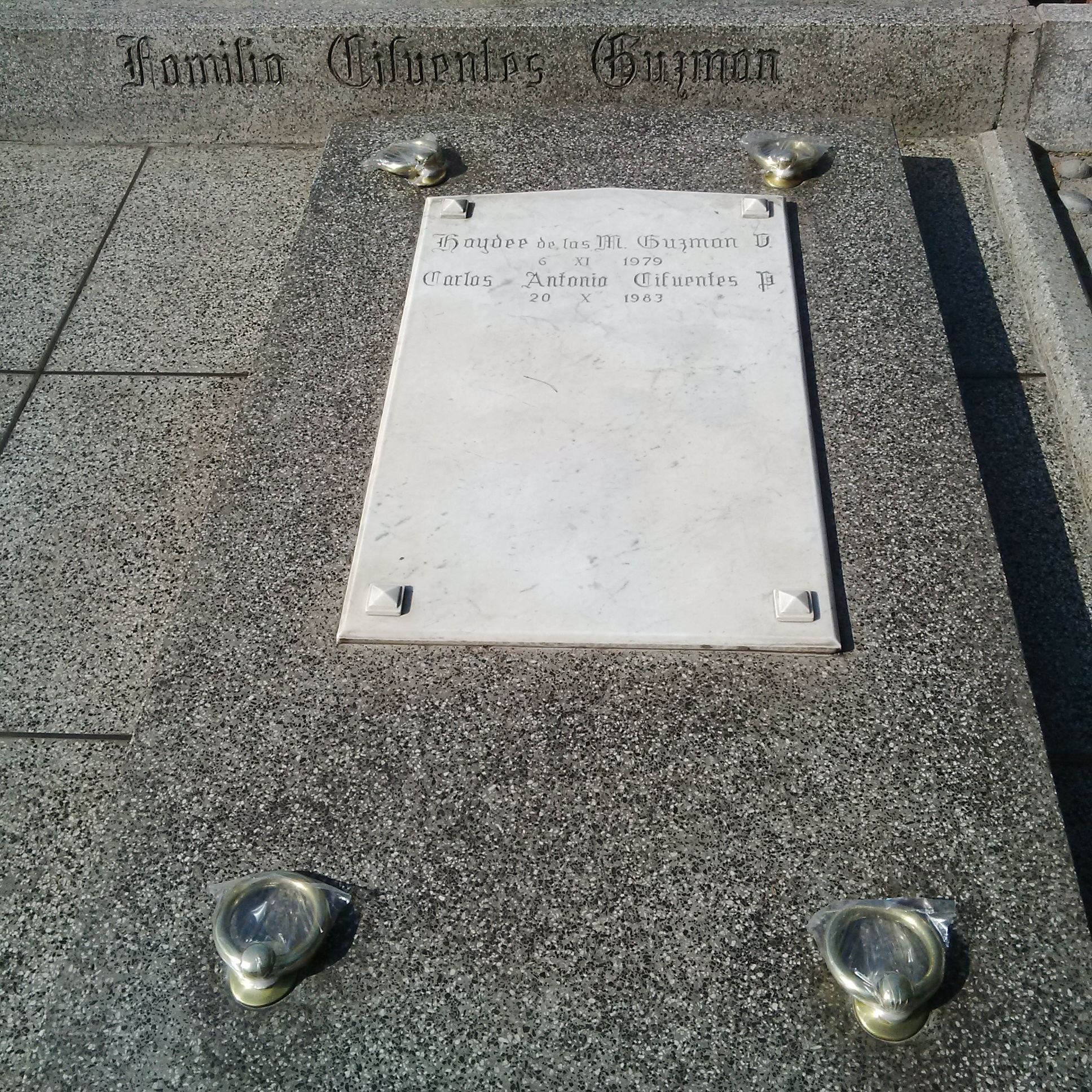
Tumba de Carlos A. Cifuentes y primera esposa Haydee Guzmán de Cifuentes.

Durante el año 1983, la salud de Carlos A. Cifuentes declinó y los deberes de sus llamamientos fueron llevados a cabo cada vez más por sus consejeros. Falleció en Santiago el 20 de octubre de 1983, aproximadamente a las 16:00 horas debido a una Leucemia aguda, a la edad de 70 años y algunos días después de participar en las ceremonias de dedicación del templo de Chile. Los Servicios fúnebres fueron realizados el día 23 de octubre de 1983 a las 11.00 horas en el centro de conferencias de la estaca La Florida (Mirador Azul). Al funeral de Cifuentes, asistió un gran número de fieles mormones que viajaron desde diferentes ciudades de Chile. Ese mismo día, Cifuentes fue sepultado en el Cementerio Metropolitano, ubicado en la comuna Lo Espejo, de Santiago de Chile.